# Henry van der Vegt
Henry van der Vegt (ur. 18 lutego 1972 w Kampen) – holenderski piłkarz grający na pozycji pomocnika.

## Kariera
Grał w juniorach DOS Kampen. Seniorską karierę rozpoczął w 1991 roku w FC Zwolle. Do 1995 roku rozegrał w tym klubie 123 ligowe spotkania. Następnie przeszedł do Willema II Tilburg. W 1998 roku został zawodnikiem Udinese Calcio. Zakończył karierę w 2002 roku.
Od 2002 roku pełnił rolę dyrektora sportowego w klubach: FC Zwolle (2002–2005), RKC Waalwijk (2005–2009), Willem II Tilburg (2009–2011). W 2015 roku został dyrektorem technicznym SC Cambuur.

## Statystyki ligowe
| Sezon     | Klub              | Liga           | Mecze | Gole |
| --------- | ----------------- | -------------- | ----- | ---- |
| 1991/1992 | FC Zwolle         | Eerste divisie | 33    | 1    |
| 1992/1993 | FC Zwolle         | Eerste divisie | 32    | 5    |
| 1993/1994 | FC Zwolle         | Eerste divisie | 30    | 7    |
| 1994/1995 | FC Zwolle         | Eerste divisie | 28    | 10   |
| 1995/1996 | Willem II Tilburg | Eredivisie     | 33    | 9    |
| 1996/1997 | Willem II Tilburg | Eredivisie     | 32    | 4    |
| 1997/1998 | Willem II Tilburg | Eredivisie     | 8     | 1    |
| 1998/1999 | Udinese Calcio    | Serie A        | 7     | 0    |
| 1999/2000 | Udinese Calcio    | Serie A        | 22    | 1    |
| 2000/2001 | Udinese Calcio    | Serie A        | 0     | 0    |
| 2001/2002 | Udinese Calcio    | Serie A        | 0     | 0    |